# Губка Боб Квадратные Штаны (9 сезон)
3 января 2011 Nickelodeon упорядочили 26 эпизодов для девятого сезона, что подтверждается началом трансляции 21 июля 2012 года. 9 сезон состоит из эпизодов 179—204. Губка Боб Квадратные Штаны стал первым мультсериалом канала Nickelodeon, который достиг 200-го эпизода. Кроме того, в этом сезоне мультсериал перешёл в формат 1080p. Показ сезона должен был завершиться летом 2016 года, но в июле вышло лишь несколько эпизодов, оставшиеся показали в октябре-ноябре и один вышел в декабре того же года. Показ специального 200-го эпизода был перенесён на 20 февраля 2017 года, когда и состоялся финал сезона. В России 9 сезон транслировался на канале Nickelodeon со 2 ноября 2013 по 12 марта 2017 года и на канале Карусель с 20 мая по 2 июля 2019 года. Это самый продолжительный сезон за всю истории мультсериала.

## Производство
Раскадровка делалась на студии «Nickelodeon Animation Studio» (Бербанк, штат Калифорния), а анимация — за границей, в студии «Rough Draft Studios» в Южной Корее. Над анимацией сезона работали: Алан Смарт и Том Ясуми.
Раскадровку девятого сезона делали: Зеус Цервас, Кейси Александр, Люк Брукшир, Марк Чеккарелли, Блэйк Лемонс Боб Кэмп, Фред Осмонд, Линн Нейлор, Джо Виренга, Джон Трэббик, Хоуи Перри, Шелли О'Бриен, Чонг Ли, Эд Бейкер, Крис Аллисон, Райан Крамер и Брайан Моранте.
Главными сценаристами девятого сезона были Дерек Иверсен и Джек Пендарвис. Над сценариями также работали Блейк Лемонс, Джош Андроски, мистер Лоуренс, Дэниэл Домингуэз и Клэр О'Кейн, в частности: Эндрю Гудман, Зеус Цервас, Кейси Александр, Люк Брукшир и Марк Чеккарелли, а также новые сценаристы Кайл Маккалох и Каз Прапуоленис.

## Серии
| № общий | № в сезоне | Название                                                    | Художник               | Автор сценария                                             | Дата премьеры в США | Дата премьеры в России |
| --- | ---------- | ----------------------------------------------------------- | ---------------------- | ---------------------------------------------------------- | ------------------- | ---------------------- |
| 179a | 1a         | «Экстремальные поры» «Extreme Spots»                        | Том Ясуми              | Люк Брукшир, Марк Чеккарелли и Дерек Иверсен               | 21 июля 2012        | 16 августа 2014        |
| Губка Боб и Патрик пытаются вступить в высококлассную спортивную команду «Крутые радикалы». |            |                                                             |                        |                                                            |                     |                        |
| 179b | 1b         | «Беличьи рекорды» «Squirrel Record»                         | Алан Смарт             | Люк Брукшир, Марк Чеккарелли и Дерек Иверсен               | 21 июля 2012        | 16 августа 2014        |
| Сэнди намерена побить все мировые рекорды, а Губка Боб помогает ей в этом. |            |                                                             |                        |                                                            |                     |                        |
| 180a | 2a         | «Патрик-мен!» «Patrick-Man!»                                | Алан Смарт             | Кейси Александр, Зеус Цервас и Дерек Иверсен               | 27 октября 2012     | 1 ноября 2014          |
| Патрик становится супергероем и терроризирует Бикини Боттом. |            |                                                             |                        |                                                            |                     |                        |
| 180b | 2b         | «Новая игрушка Гэри» «Gary’s New Toy»                       | Том Ясуми              | Марк Чеккарелли и Дерек Иверсен                            | 14 октября 2012     | 1 ноября 2014          |
| Губка Боб должен принять меры, так как его улитка Гэри зациклилась на своём красном мяче. |            |                                                             |                        |                                                            |                     |                        |
| 181a | 3a         | «Лицензия на молочный коктейль» «License to Milkshake»      | Том Ясуми              | Кейси Александр, Зеус Цервас и Даг Лоуренс                 | 7 сентября 2012     | 8 ноября 2014          |
| Губка Боб узнал, что его лицензия на молочные коктейли истекла, поэтому мистер Крабс отправляет его в академию молочных коктейлей. |            |                                                             |                        |                                                            |                     |                        |
| 181b | 3b         | «Сквидик» «Squid Baby»                                      | Алан Смарт             | Кейси Александр, Зеус Цервас и Даг Лоуренс                 | 3 сентября 2012     | 8 ноября 2014          |
| Из-за черепно-мозговой травмы Сквидвард стал вести себя как малыш. Губка Боб и Патрик заботятся о нём. |            |                                                             |                        |                                                            |                     |                        |
| 182a | 4a         | «Жёлтая книжица» «Little Yellow Book»                       | Алан Смарт             | Люк Брукшир, Марк Чеккарелли и Дерек Иверсен               | 2 марта 2013        | 2 ноября 2013          |
| Сквидвард узнаёт о дневнике Губки Боба и хочет прочесть его любой ценой. Но он не знает что за вмешательство в личный дневник кого угодно, сделает виноватого в изгоя города. |            |                                                             |                        |                                                            |                     |                        |
| 182b | 4b         | «Бампер к бамперу» «Bumper to Bumper»                       | Алан Смарт             | Кейси Александр, Зеус Цервас и Даг Лоуренс                 | 17 ноября 2012      | 2 ноября 2013          |
| Миссис Пафф пытается найти способ, чтобы Губка Боб сдал экзамен по вождению, и предлагает ему новый метод. |            |                                                             |                        |                                                            |                     |                        |
| 183a | 5a         | «Морской ёж!» «Eek, an Urchin!»                             | Алан Смарт             | Марк Чеккарелли, Люк Брукшир и Даг Лоуренс                 | 27 октября 2012     | 15 ноября 2014         |
| Губка Боб находит в Красти Крабе ежа и пытается от него избавиться. Планктон присоединяется к работникам ресторана. |            |                                                             |                        |                                                            |                     |                        |
| 183b | 5b         | «Защита Сквидварда» «Squid Defense»                         | Том Ясуми              | Кейси Александр, Зеус Цервас, Блэйк Лемонс и Дерек Иверсен | 1 января 2013       | 15 ноября 2014         |
| Сквидвард хочет учиться карате у Сэнди и Губки Боба, считая, что его хотят побить. |            |                                                             |                        |                                                            |                     |                        |
| 184a | 6a         | «Побег из тюрьмы!» «Jailbreak!»                             | Алан Смарт             | Марк Чеккарелли, Люк Брукшир и Даг Лоуренс                 | 16 марта 2013       | 30 марта 2015          |
| В тюрьме, Планктон объединяется с сокамерниками, чтобы сбежать и украсть рецепт крабсбургера. |            |                                                             |                        |                                                            |                     |                        |
| 184b | 6b         | «Шпатель-мастер» «Evil Spatula»                             | Алан Смарт и Том Ясуми | Кейси Александр, Зеус Цервас, Блэйк Лемонс и Эндрю Гудман  | 9 марта 2013        | 30 марта 2015          |
| Лопатка Губки Боба сломалась, поэтому Планктон предлагает ему другую, чтобы через неё подслушивать рецепт приготовления крабсбургеров. |            |                                                             |                        |                                                            |                     |                        |
| 185 | 7          | «Она пришла из Лагуны Гу» «It Came from Goo Lagoon»         | Алан Смарт и Том Ясуми | Марк Чеккарелли, Люк Брукшир, Дерек Иверсен и Даг Лоуренс  | 17 февраля 2014     | 18 октября 2014        |
| Огромный грязный пузырь появляется на пляже, и Планктон незамедлительно решает этим воспользоваться. |            |                                                             |                        |                                                            |                     |                        |
| 186a | 8a         | «Крабовый депозит» «Safe Deposit Krabs»                     | Алан Смарт             | Кейси Александр, Зеус Цервас, Блэйк Лемонс и Дерек Иверсен | 25 мая 2013         | 11 июля 2015           |
| В Бикини Боттом появляется новый банк, куда сразу же спешит мистер Крабс, но застревает в денежном хранилище. |            |                                                             |                        |                                                            |                     |                        |
| 186b | 8b         | «Планктонов друг» «Plankton’s Pet»                          | Алан Смарт и Том Ясуми | Марк Чеккарелли, Люк Брукшир и Даг Лоуренс                 | 19 января 2013      | 11 июля 2015           |
| Планктону снова не удаётся похитить рецепт крабсбургера, и он заводит питомца-амёбу по имени Цап, чтобы расслабиться. |            |                                                             |                        |                                                            |                     |                        |
| 187a | 9a         | «Ужастик» «Don’t Look Now»                                  | Том Ясуми              | Марк Чеккарелли, Люк Брукшир и Даг Лоуренс                 | 14 октября 2013     | 22 ноября 2014         |
| Губка Боб и Патрик посмотрели фильм ужасов и думают, что злодей из фильма бродит за ними. |            |                                                             |                        |                                                            |                     |                        |
| 187b | 9b         | «Спиритический сеанс» «Séance Shméance»                     | Алан Смарт и Том Ясуми | Кейси Александр, Зеус Цервас и Даг Лоуренс                 | 14 октября 2013     | 22 ноября 2014         |
| Губка Боб пытается связаться с духами, чтобы получить рецепт давно забытых сэндвичей. |            |                                                             |                        |                                                            |                     |                        |
| 188a | 10a        | «Котёнок Кенни» «Kenny the Cat»                             | Том Ясуми              | Кейси Александр, Зеус Цервас, Блэйк Лемонс и Даг Лоуренс   | 29 марта 2014       | 31 мая 201             |
| В Бикини Боттом появляется новая знаменитость — Котёнок Кенни, однако Сэнди не доверяет ему. |            |                                                             |                        |                                                            |                     |                        |
| 188b | 10b        | «Снежный краб» «Yeti Krabs»                                 | Алан Смарт             | Кейси Александр, Зеус Цервас и Даг Лоуренс                 | 29 марта 2015       | 31 мая 2015            |
| Сквидварду лень работать, поэтому мистер Крабс рассказывает страшилку про снежного краба, который пожирает ленивых работников, но по чистой случайности ложь оказывается былью. |            |                                                             |                        |                                                            |                     |                        |
| 189 | 11         | «Губка Боб, ты уволен» «SpongeBob, You’re Fired»            | Алан Смарт и Том Ясуми | Марк Чеккарелли, Люк Брукшир и Даг Лоуренс                 | 11 ноября 2013      | 31 марта 2014          |
| Мистер Крабс увольняет Губку Боба. Отчаянно стараясь вести жизнь безработного, Губка Боб пытается устроиться в новое заведение. |            |                                                             |                        |                                                            |                     |                        |
| 190a | 12a        | «Затерянный в Бикини Боттом» «Lost in Bikini Bottom»        | Алан Смарт и Том Ясуми | Джек Пендарвис                                             | 16 июля 2015        | 18 сентября 2015       |
| По пути в «Красти Краб» Губка Боб решает пойти короткой дорогой, но теряется в Бикини Боттом. |            |                                                             |                        |                                                            |                     |                        |
| 190b | 12b        | «Инструктор в собственном соку» «Tutor Sauce»               | Алан Смарт и Том Ясуми | Джек Пендарвис                                             | 16 июля 2015        | 18 сентября 2015       |
| Узнав, что Губка Боб в очередной раз провалил экзамен по вождению, мистер Крабс решает лично научить его управлять катером. |            |                                                             |                        |                                                            |                     |                        |
| 191a | 13a        | «Кальмар плюс один» «Squid Plus One»                        | Алан Смарт и Том Ясуми | Кайл Маккалох и Джек Пендарвис                             | 7 сентября 2015     | 7 ноября 2015          |
| Сквидвард получает приглашение на открытие галереи и пытается найти друга, с которым он должен туда пойти. Он даже отвергает предложение Губки присоединиться так как только ценители искусства пойдут туда, а Губка Боб — никогда не ценит искусство а лишь «проходит насквозь» и называет как шутку. |            |                                                             |                        |                                                            |                     |                        |
| 191b | 13b        | «Тяжёлая жизнь начальника» «The Executive Treatment»        | Алан Смарт и Том Ясуми | Джек Пендарвис                                             | 7 сентября 2015     | 14 ноября 2015         |
| Патрик делает особый заказ для деловых рыб, вследствие чего его принимают за бизнесмена. Но как ему придётся покинуть оттуда если попытка обмануть будет пожизненное заключение в тюрьму? |            |                                                             |                        |                                                            |                     |                        |
| 192a | 14a        | «Пикник для всей компании» «Company Picnic»                 | Алан Смарт и Том Ясуми | Кайл Маккалох и Джек Пендарвис                             | 25 сентября 2015    | 21 ноября 2015         |
| Мистер Крабс устраивает совместный пикник со своими подчинёнными, однако появляется Планктон, который также затеял пикник. |            |                                                             |                        |                                                            |                     |                        |
| 192b | 14b        | «Свистать всех наверх!» «Pull Up a Barrel»                  | Алан Смарт и Том Ясуми | Джек Пендарвис                                             | 18 сентября 2015    | 28 ноября 2015         |
| Крабс рассказывает Губке Бобу историю, случившуюся с ним, когда он был коком на грузовом судне. |            |                                                             |                        |                                                            |                     |                        |
| 193a | 15a        | «Убежище!» «Sanctuary!»                                     | Алан Смарт и Том Ясуми | Кайл Маккалох                                              | 16 октября 2015     | 3 марта 2016           |
| Губка Боб решает лично позаботиться о бездомных улитках, но их становится слишком много. |            |                                                             |                        |                                                            |                     |                        |
| 193b | 15b        | «Что гложет Патрика?» «What’s Eating Patrick?»              | Алан Смарт и Том Ясуми | Кайл Маккалох и Джек Пендарвис                             | 2 октября 2015      | 10 марта 2016          |
| Крабс готовит Патрика к стычке с чемпионом по поеданию крабсбургеров, чтобы тот защитил честь Бикини Боттом и принёс прибыль «Красти Крабу». В противном случае Патрик будет платить за все съеденные крабсбургеры за всю жизнь когда он не платил.                                                    |            |                                                             |                        |                                                            |                     |                        |
| 194a | 16a        | «Патрик! Игра» «Patrick! The Game»                          | Алан Смарт и Том Ясуми | Кайл Маккалох                                              | 11 ноября 2015      | 24 марта 2016          |
| Патрик придумывает новую настольную игру и предлагает Губке Бобу, Сэнди и Сквидварду сыграть с ним, но Сквидварду не нравится, как Патрик ведёт игру. |            |                                                             |                        |                                                            |                     |                        |
| 194b | 16b        | «Сточные трубы Бикини Боттом» «The Sewers of Bikini Bottom» | Алан Смарт и Том Ясуми | Каз Прапуоленис и Дерек Иверсен                            | 11 ноября 2015      | 17 марта 2016          |
| Губка Боб и Сквидвард случайно спускают сейф мистера Крабса в унитаз, и им приходится искать его в канализации, пока Крабс пребывает на футбольном матче. |            |                                                             |                        |                                                            |                     |                        |
| 195a | 17a        | «Губка Боб Длинные Штаны» «SpongeBob LongPants»             | Алан Смарт и Том Ясуми | Каз Прапуоленис                                            | 15 февраля 2016     | 10 апреля 2016         |
| Губка Боб покупает у уличного продавца длинные штаны, и его жизнь меняется, но не так, как он ожидал. |            |                                                             |                        |                                                            |                     |                        |
| 195b | 17b        | «Спортклуб Ларри» «Larry’s Gym»                             | Алан Смарт и Том Ясуми | Джек Пендарвис                                             | 15 февраля 2016     | 17 апреля 2016         |
| Лобстер Ларри открывает собственный спортзал. Одним из первых посетителей спортзала становится Губка Боб, тренировкой которого Ларри намерен заняться. |            |                                                             |                        |                                                            |                     |                        |
| 196a | 18a        | «За стеклом аквариума» «The Fish Bowl»                      | Алан Смарт и Том Ясуми | Кайл Маккалох и Джек Пендарвис                             | 2 мая 2016          | 8 мая 2016             |
| Сэнди проводит эксперимент, чтобы изучить поведение Губки Боба и Патрика, но он идёт неправильно. |            |                                                             |                        |                                                            |                     |                        |
| 196b | 18b        | «Женитьба на деньгах» «Married to Money»                    | Алан Смарт и Том Ясуми | Джош Андроски и Дэниэл Домингуэз                           | 3 мая 2016          | 15 мая 2016            |
| Последовав совету Планктона, Крабс женится на деньгах, что помогает Планктону осуществить его план. |            |                                                             |                        |                                                            |                     |                        |
| 197a | 19a        | «Перл из торгового центра» «Mall Girl Pearl»                | Алан Смарт и Том Ясуми | Клэр О’Кейн                                                | 12 марта 2016       | 8 июля 2016            |
| Скучая по подругам, которые работают в торговом центре, Перл хочет устроиться туда же, однако её соглашаются нанять лишь в самой захудалой лавке. |            |                                                             |                        |                                                            |                     |                        |
| 197b | 19b        | «Потряс — не потряс» «Two Thumbs Down»                      | Алан Смарт и Том Ясуми | Кайл Маккалох                                              | 12 марта 2016       | 29 июля 2016           |
| Губка Боб теряет способность управлять большими пальцами и должен снова ей овладеть. |            |                                                             |                        |                                                            |                     |                        |
| 198a | 20a        | «Акулы против Спрутов» «Sharks vs. Pods»                    | Том Ясуми              | Соломон Джорджио                                           | 4 мая 2016          | 22 июля 2016           |
| Столкновение самых крутых парней города, «Акул» и «Спрутов», может быть опасно для Губки Боба. |            |                                                             |                        |                                                            |                     |                        |
| 198b | 20b        | «Новый Боб Прежние Штаны» «CopyBob DittoPants»              | Алан Смарт             | Каз Прапуоленис                                            | 5 мая 2016          | 15 июля 2016           |
| Планктон, чтобы украсть секретную формулу крабсбургера, клонирует Губку Боба, но его планам мешает настоящий Губка Боб. |            |                                                             |                        |                                                            |                     |                        |
| 199a | 21a        | «Продано!» «Sold!»                                          | Алан Смарт и Том Ясуми | Каз Прапуоленис и Кайл Маккалох                            | 6 мая 2016          | 5 августа 2016         |
| Губка Боб и Патрик покидают свои дома, решив, что их продали, чему искренне радуется Сквидвард. |            |                                                             |                        |                                                            |                     |                        |
| 199b | 21b        | «Непредсказуемые предсказания» «Lame and Fortune»           | Алан Смарт и Том Ясуми | Даг Лоуренс                                                | 11 июля 2016        | 12 августа 2016        |
| Узнав о существовании печений с предсказаниями, Планктон использует их в своих целях и вставляет в них предсказания, написанные им самим. |            |                                                             |                        |                                                            |                     |                        |
| 200 | 22         | «Прощай, крабсбургер?» «Goodbye, Krabby Patty?»             | Алан Смарт и Том Ясуми | Кайл Маккалох                                              | 20 февраля 2017     | 12 марта 2017          |
| Губка Боб и мистер Крабс ищут бизнес-советы в рекламе, чтобы «Красти Краб» смог выпустить линию замороженных крабсбургеров. |            |                                                             |                        |                                                            |                     |                        |
| 201a | 23a        | «Желудёвый кошмар Сэнди» «Sandy’s Nutmare»                  | Алан Смарт и Том Ясуми | Эндрю Гудман                                               | 12 июля 2016        | 6 ноября 2016          |
| Сэнди создаёт сенсационное блюдо на основе желудей, однако её жадность дорого обходится её родному дереву. |            |                                                             |                        |                                                            |                     |                        |
| 201b | 23b        | «Доска объявлений» «Bulletin Board»                         | Алан Смарт и Том Ясуми | Джек Пендарвис                                             | 1 октября 2016      | 6 ноября 2016          |
| Губка Боб вешает в «Красти Крабе» доску для объявлений, но появляющиеся на ней анонимные записи могут подорвать репутацию ресторана. |            |                                                             |                        |                                                            |                     |                        |
| 202a | 24a        | «Кулинарные изгои» «Food Con Castaways»                     | Алан Смарт             | Дэниэл Домингуэз и Джош Андроски                           | 13 июля 2016        | 13 ноября 2016         |
| По дороге на кулинарный слёт Губка Боб, Патрик, Сквидвард и Крабс теряются в лесу. |            |                                                             |                        |                                                            |                     |                        |
| 202b | 24b        | «Улиточная почта» «Snail Mail»                              | Том Ясуми              | Клэр О’Кейн                                                | 22 октября 2016     | 13 ноября 2016         |
| Случайно обманув друга по переписке, Губка Боб вынужден поддерживать ложь. |            |                                                             |                        |                                                            |                     |                        |
| 203a | 25a        | «Ананасовое вторжение» «Pineapple Invasion»                 | Алан Смарт             | Каз Прапуоленис                                            | 14 июля 2016        | 20 ноября 2016         |
| Губка Боб прячет тайную формулу у себя дома — теперь лишь Гэри может защитить её от Планктона. |            |                                                             |                        |                                                            |                     |                        |
| 203b | 25b        | «Соус глупости» «Salsa Imbecilicus»                         | Том Ясуми              | Каз Прапуоленис                                            | 15 июля 2016        | 20 ноября 2016         |
| Из-за очередного изобретения Планктона все жители города становятся такими же глупыми, как Патрик. Только Сэнди и Карен могут спасти положение. |            |                                                             |                        |                                                            |                     |                        |
| 204a | 26a        | «Мятеж в „Красти Крабе“» «Mutiny on the Krusty»             | Том Ясуми              | Каз Прапуоленис                                            | 8 октября 2016      | 15 ноября 2016         |
| В результате разрушительного шторма «Красти Краб» унесло восвояси. Кто-то должен вернуть сотрудников и посетителей домой. |            |                                                             |                        |                                                            |                     |                        |
| 204b | 26b        | «Зуб, только зуб, и ничего, кроме зуба» «The Whole Tooth»   | Алан Смарт             | Кайл Маккалох                                              | 3 декабря 2016      | 3 декабря 2016         |
| Патрику скоро вырвут его последний молочный зуб, однако ему страшно. |            |                                                             |                        |                                                            |                     |                        |